# Tau Ursae Majoris
Désignations
Tau Ursae Majoris (τ UMa) est une étoile binaire dans la constellation de la Grande Ourse. Elle est visible à l'œil nu et a une magnitude apparente visuelle de 4,66. Sa parallaxe annuelle est 25,82 mas, elle donc est située à environ 126 années-lumière du Soleil. À cette distance, sa magnitude visuelle est diminuée par un facteur d'extinction de 0,19 en raison de la poussière interstellaire.
Tau Ursae Majoris est un système d'étoiles binaire spectroscopique avec une période orbitale de 2,9 ans et une excentricité de 0,48. L'étoile principale, désignée τ UMa A, est une étoile géante lumineuse de type spectral kA5hF0mF5 II. Cette notation indique que dans son spectre, la raie K du calcium est du type A5, que les raies de l'hydrogène de la série de Balmer sont du type F0 et que les raies métalliques sont du type F5. Cela fait de Tau Ursae Majoris une étoile Am évoluée. Elle est située dans la bande d'instabilité du diagramme de Hertzsprung–Russell, mais elle semble ne pas être une étoile variable.
Avec φ, h, υ, θ, e et f Ursae Majoris, elle compose l’astérisme arabe de Sarīr Banāt al-Na'sh, le Trône des filles de Na'sh, et al-Haud, la Mare.